# Afraflacilla
Genre
Synonymes
- Flacilloides Denis, 1954

Afraflacilla est un genre d'araignées aranéomorphes de la famille des Salticidae.

## Distribution
Les espèces de ce genre se rencontrent en Afrique, en Asie, en Océanie et en Europe du Sud.

## Liste des espèces
Selon World Spider Catalog (version 26, 04/07/2025) :
- Afraflacilla adavathurensis Sampathkumar & Caleb, 2023
- Afraflacilla albopunctata Wesołowska & Russell-Smith, 2022
- Afraflacilla altera (Wesołowska, 2000)
- Afraflacilla antineae (Denis, 1954)
- Afraflacilla arabica Wesołowska & van Harten, 1994
- Afraflacilla asorotica (Simon, 1890)
- Afraflacilla ballarini Cao & Li, 2016
- Afraflacilla bamakoi Berland & Millot, 1941
- Afraflacilla banni Prajapati, Tatu & Kamboj, 2021
- Afraflacilla berlandi Denis, 1955
- Afraflacilla bipunctata (G. W. Peckham & E. G. Peckham, 1903)
- Afraflacilla braunsi (G. W. Peckham & E. G. Peckham, 1903)
- Afraflacilla datuntata (Logunov & Zamanpoore, 2005)
- Afraflacilla elegans (Wesołowska & Cumming, 2008)
- Afraflacilla epiblemoides (Chyzer, 1891)
- Afraflacilla eximia (Wesołowska & Russell-Smith, 2000)
- Afraflacilla fayda (Wesołowska & van Harten, 2010)
- Afraflacilla flavipes (Caporiacco, 1935)
- Afraflacilla goaensis Gawas & Tripathi, 2024
- Afraflacilla grayorum Żabka, 1993
- Afraflacilla gunbar Żabka & Gray, 2002
- Afraflacilla histrionica (Simon, 1902)
- Afraflacilla huntorum Żabka, 1993
- Afraflacilla imitator (Wesołowska & Haddad, 2013)
- Afraflacilla javanica (Prószyński & Deeleman-Reinhold, 2012)
- Afraflacilla karinae (Haddad & Wesołowska, 2011)
- Afraflacilla kerala Babu, Tripathi & Caleb, 2023
- Afraflacilla kraussi (Marples, 1964)
- Afraflacilla kurichiadensis Sudhin, Nafin & Sudhikumar, 2022
- Afraflacilla matabelensis (Wesołowska, 2011)
- Afraflacilla miajlarensis Tripathi, Jangid, Prajapati & Siliwal, 2022
- Afraflacilla mikhailovi (Prószyński, 2000)
- Afraflacilla mushrif (Wesołowska & van Harten, 2010)
- Afraflacilla philippinensis (Prószyński, 1992)
- Afraflacilla refulgens (Wesołowska & Cumming, 2008)
- Afraflacilla reiskindi (Prószyński, 1992)
- Afraflacilla risbeci Berland & Millot, 1941
- Afraflacilla roberti (Wesołowska, 2011)
- Afraflacilla scenica Denis, 1955
- Afraflacilla sengwaensis (Wesołowska & Cumming, 2011)
- Afraflacilla similis Berland & Millot, 1941
- Afraflacilla spiniger (O. Pickard-Cambridge, 1872)
- Afraflacilla stridulator Żabka, 1993
- Afraflacilla tamaricis (Simon, 1885)
- Afraflacilla tarajalis Miñano & Tamajón, 2017
- Afraflacilla venustula (Wesołowska & Haddad, 2009)
- Afraflacilla vespae Wawer & Wesołowska, 2025
- Afraflacilla vestjensi Żabka, 1993
- Afraflacilla wadis (Prószyński, 1989)
- Afraflacilla yeni Żabka, 1993
- Afraflacilla zuluensis (Haddad & Wesołowska, 2013)

## Systématique et taxinomie
Ce genre a été décrit par Berland et Millot en 1941 dans les Salticidae.
Flacilloides a été placé en synonymie par Denis en 1955.

## Publication originale
- Berland & Millot, 1941 : « Les araignées de l'Afrique Occidentale Française I.-Les salticides. » Mémoires du Muséum national d'Histoire naturelle, (N.S.), vol. 12, p. 297-423.